# Антоніо Джолі
   Антоніо Джолі (італ. Antonio Joliбл. 1700, Модена — 29 квітня 1777, Неаполь), художник-пейзажист і театральний декоратор 18 століття. В залежності від національної традиції прочитання літери «J» прізвище художника прочитують то як Йолі, то як Джолі.

## Життєпис
Народився у місті Модена. Точної дати народження не збережено. Відомо,  що навчався у художника Рафаелло Рінальді. Потім працював у майстерні художника Джованні Паоло Паніні (1691-1765) у Римі. Його вважали художником перспективного живопису, що мав популярність і попит у місцевих аристократів та багатих іноземців, що прибували у Італію на гранд-тур.
В майстерні Джованні Паоло Паніні він працював до 1725 року. Перший документ, де згадано митця, датований 28 вересня 1735 року. Окрім краєвидів і зображень куточків різних міст він працював і як художник театру, робив декорації.Декотрий час працював у місті Венеція. Відомо, що на свято Вознесіння 1732 року у Венеції зіграли оперу, сценічні декорації до котрої створив Антоніо Джолі. У період 1735-1746 років він працював у Венеції.
Пимушений відбути на заробітки, він відбув у Дрезден, що мав славу центру мистецтва серед німецьких князівств. У період 1744-1748 років він працював у місті Лондон. Ще чотири роки (1450-1754) він працював у столиці Іспанської імперії Мадриді. Мадрид роками запрошував на працю не тільки італійських художників, а і архітекторів, будівельників, акторів і співаків. У Мадриді працював відомий тоді оперний співак Фарінеллі, що волав, аби Антоніо Джолі створював театральні декорації до опер, де він співав.
1754 року Антоніо Джолі повернувся з Іспанії до Венеції. У лютому 1756 року він був серед засновників Венеціанської художньої академії. Останні роки життя він провів у іспанському на той час віце-королівстві Неаполь. Помер у місті Неаполь.
Життєпис художника створив історик Джироламо Тірабоскі (1731—1794).

## Перелік вибраних творів
- «Парадний двір стаовинного палацу», Королівський замок, Варшава
- «Архітектурне капріччо»
- «Краєвид з давньогрецькими храмами у Пестумі», Музей Нортона Саймона, США
- «Руїни на римському форумі»
- «Краєвид з палацом Орьєнте, Мадрид»
- «Краєвид з собором св. Павла, Лондон», приватна збірка
- «Триумфальна арка імператора Траяна у Беневенто», Національний музей Прадо, Мадрид
- «Архітектурне капріччо з шляхетними персонами у почесному дворі», Музей Фіцвільяма
- «Краєвид з Колізеєм та триумфальною аркою імператора Константина», приватна збірка
- «Пейзаж з річкою Тибр та замком св. Янгола, Рим»
- «Краєвид з річкою Тибр, мостом та замком св. Янгола, Рим»
- «Площа форума у Римі»
- «Король Карлос ІІІ Бурбон відбуває морем з Неаполя до Іспанії»

## Галерея вибраних творів

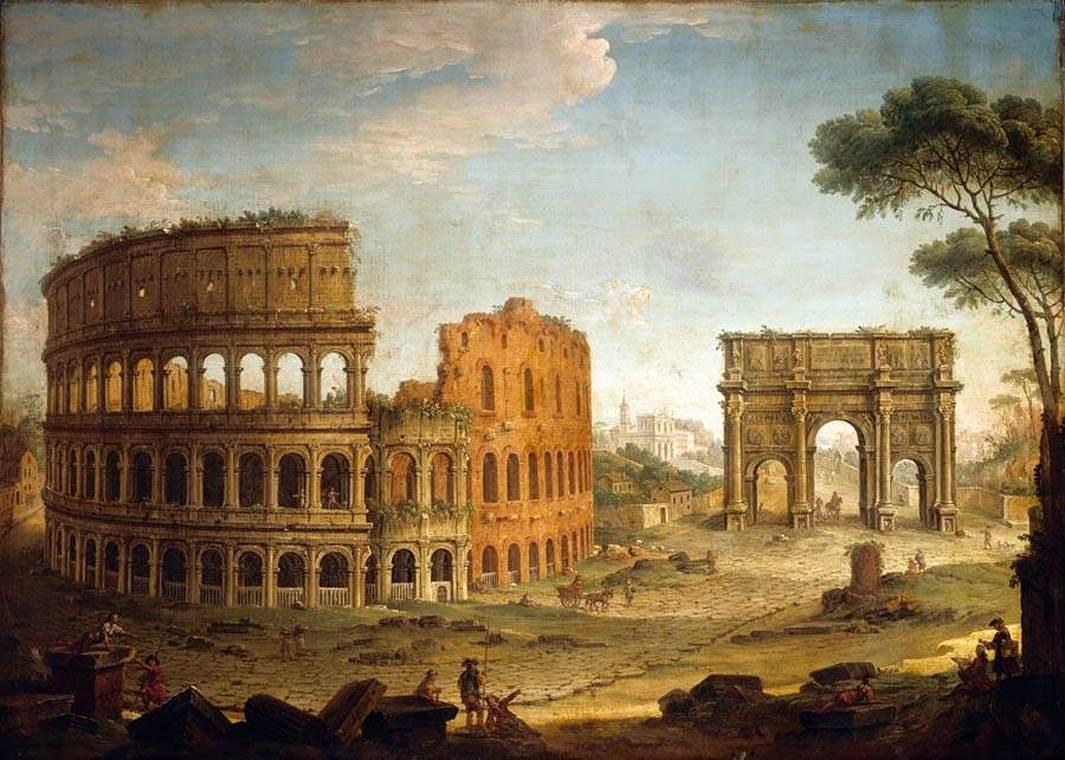
« Краєвид з Колізеєм та триумфальною аркою імператора Константина», приватна збірка
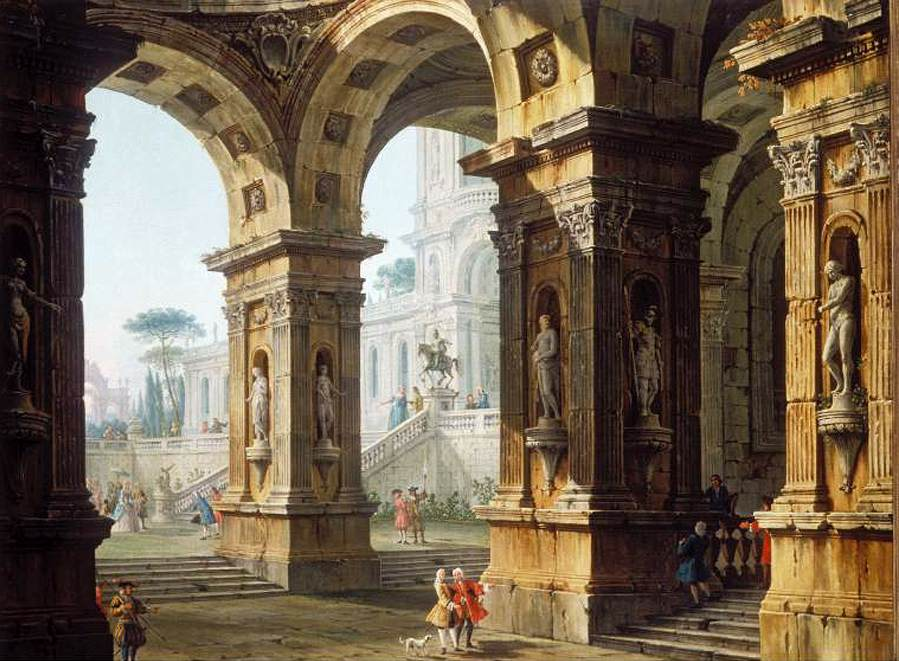
« Архітектурне капріччо з шляхетними персонами у почесному дворі», Музей Фіцвільяма

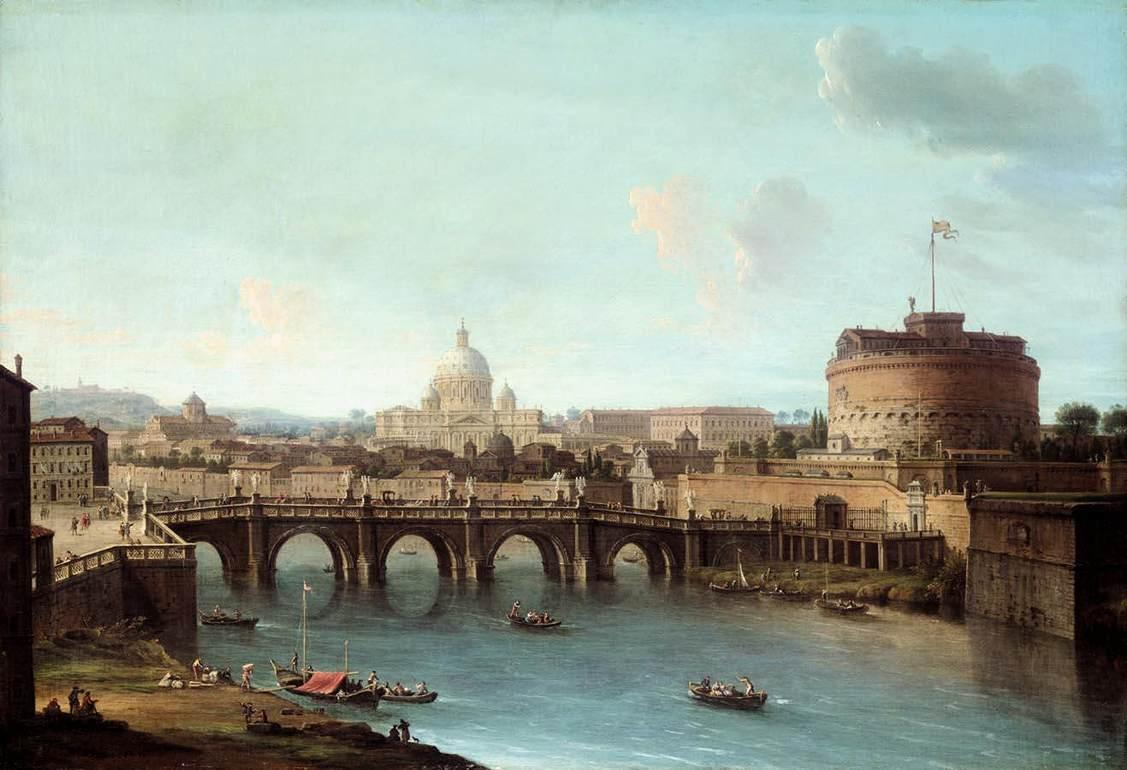
Антоніо Джолі. «Краєвид Рима з річкою Тибр»
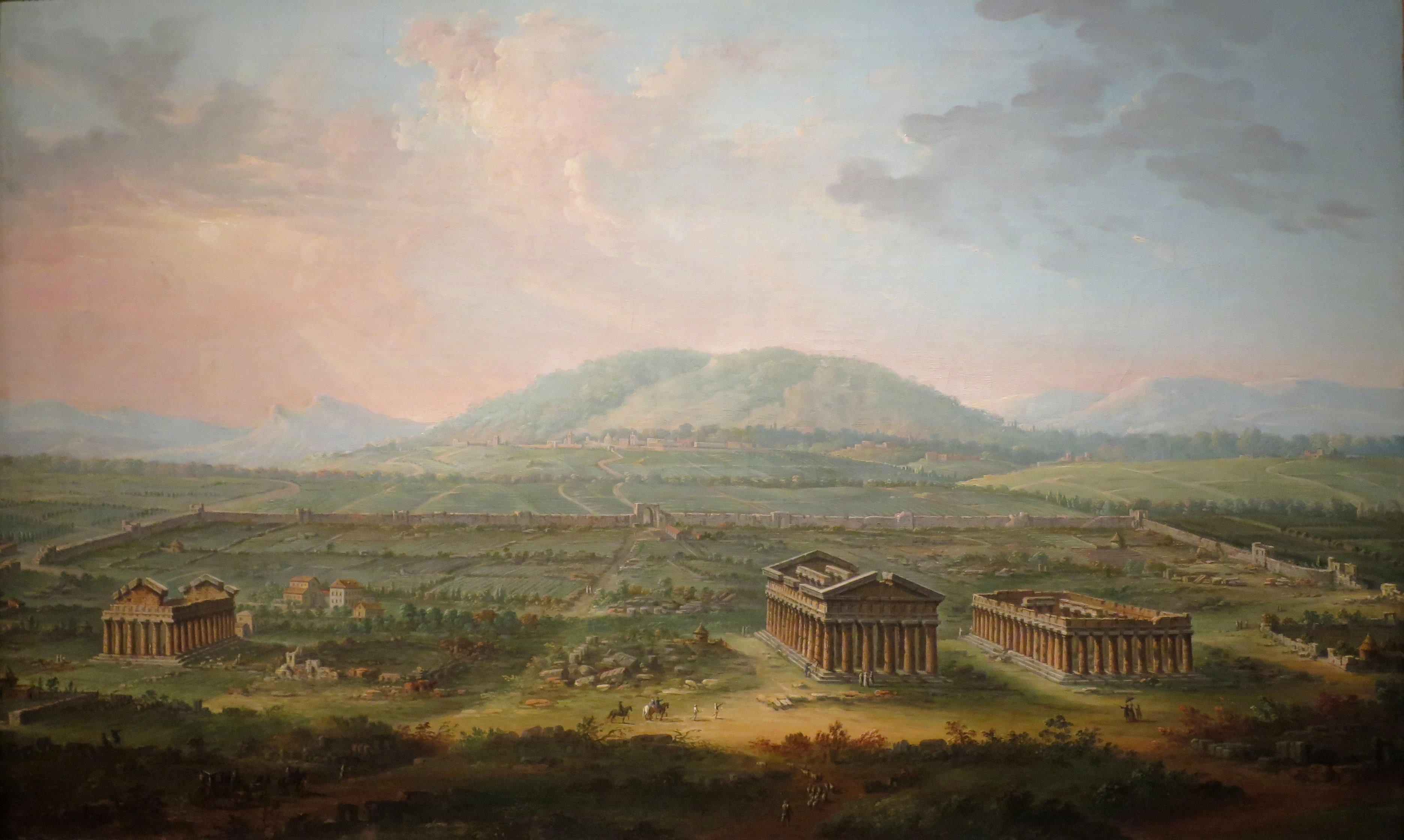
Антоніо Джолі. « Краєвид з давньогрецькими храмами у Пестумі», Музей Нортона Саймона, США
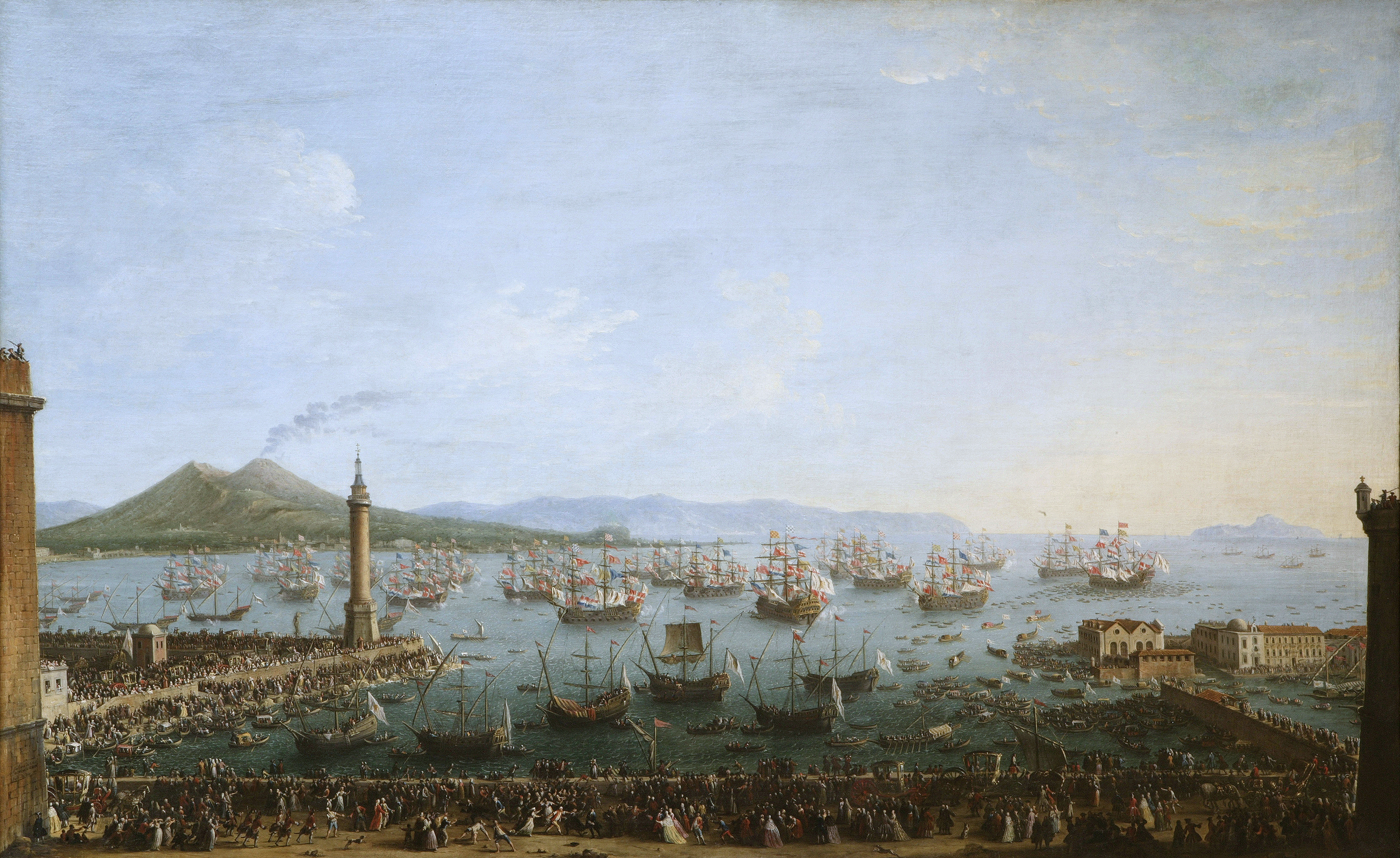
Антоніо Джолі. « Король Карлос ІІІ Бурбон відбуває морем з Неаполя до Іспанії»
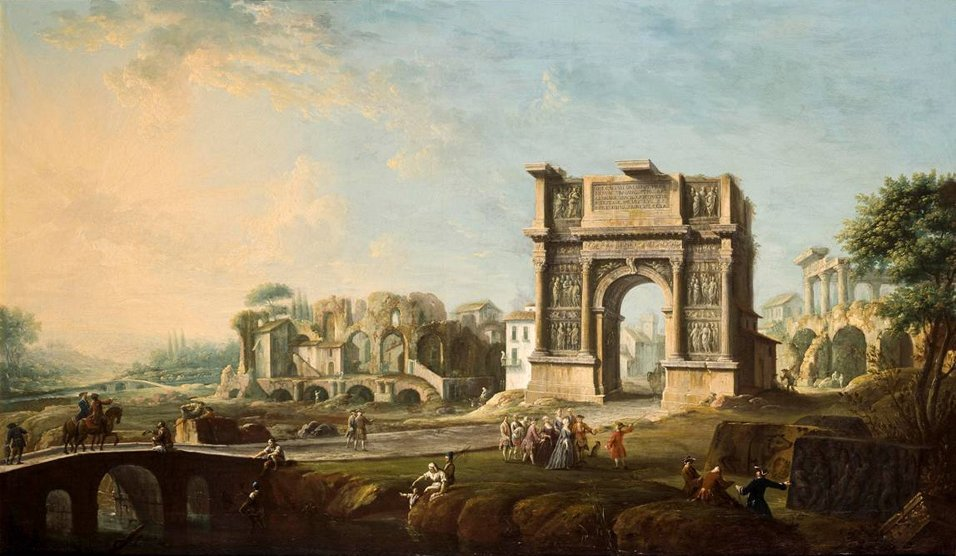
Антоніо Джолі. «Триумфальна арка імператора Траяна у Беневенто»